# یاکوولف ایر-۱
یاکوولف ایر-۱ (به انگلیسی: Yakovlev_AIR-1) یک هواگرد ملخ‌پیشین تک‌موتوره از نوع هواپیمای دوباله ساخت شرکت یاکوولف است. هواگرد یاکولیف ایر۱ نخستین پروازش را در ۱۲ مه ۱۹۲۷ میلادی انجام داد. در مجموع، تعداد ۶+ فروند از این هواگرد ساخته شده‌است.
طراح این هواگرد، الکساندر سرگیویچ بود.